# Knife River
Knife River és una concentració de població designada pel cens dels Estats Units a l'estat de Montana. Segons el cens del 2000 tenia 297 habitants.

## Demografia
Segons el cens del 2000, Knife River tenia 297 habitants, 125 habitatges, i 79 famílies. La densitat de població era de 33,2 habitants per km².
Dels 125 habitatges en un 31,2% hi vivien nens de menys de 18 anys, en un 52% hi vivien parelles casades, en un 7,2% dones solteres, i en un 36,8% no eren unitats familiars. En el 36% dels habitatges hi vivien persones soles el 19,2% de les quals corresponia a persones de 65 anys o més que vivien soles. El nombre mitjà de persones vivint en cada habitatge era de 2,38 i el nombre mitjà de persones que vivien en cada família era de 3,09.
Per edats la població es repartia de la següent manera: un 26,9% tenia menys de 18 anys, un 6,4% entre 18 i 24, un 24,2% entre 25 i 44, un 25,6% de 45 a 60 i un 16,8% 65 anys o més.
L'edat mediana era de 40 anys. Per cada 100 dones de 18 o més anys hi havia 102,8 homes.
La renda mediana per habitatge era de 29.792 $ i la renda mediana per família de 32.750 $. Els homes tenien una renda mediana de 27.083 $ mentre que les dones 19.375 $. La renda per capita de la població era d'11.865 $. Aproximadament el 10,1% de les famílies i el 15,8% de la població estaven per davall del llindar de pobresa.

## Poblacions més properes
El següent diagrama mostra les poblacions més properes.